# Моріс Фарман

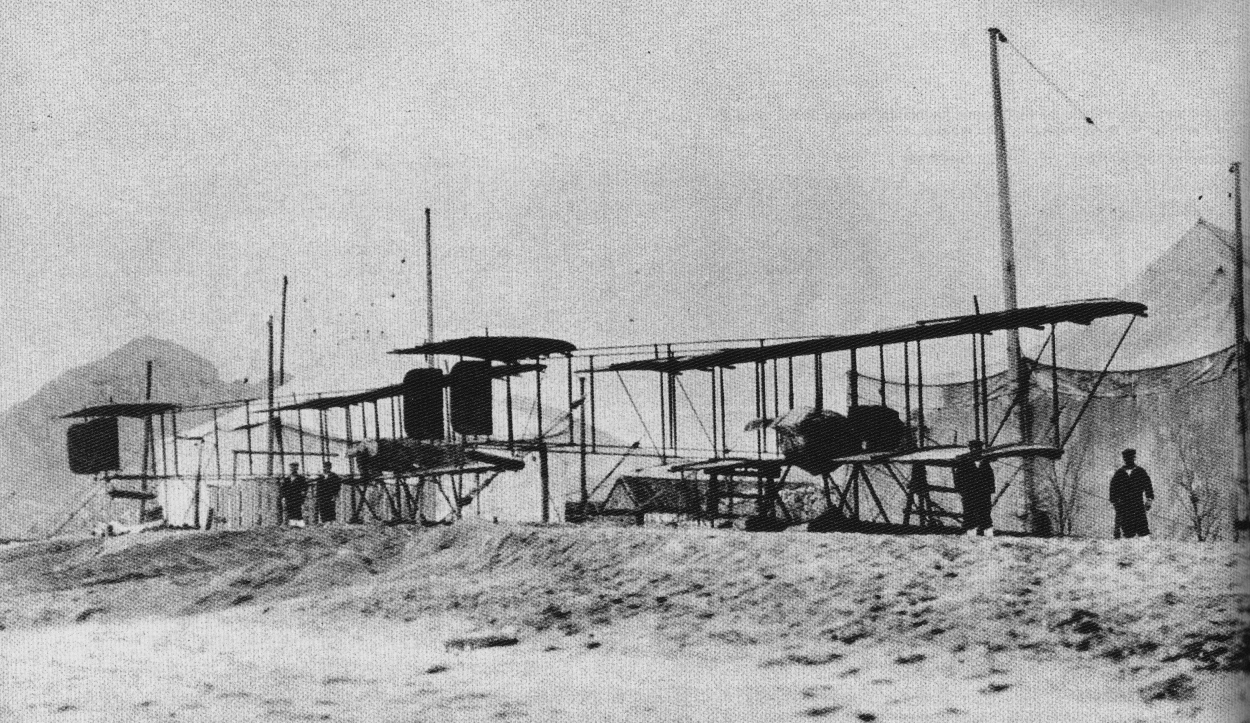

Моріс Ален Фарман (англ. Maurice Farman; 21 березня 1877, Париж, Франція — 25 лютого 1964, Париж, Франція) — англо-французький спортсмен, чемпіон Гран-прі, льотчик, проектант і виробник літаків.
Народився в сім'ї англійців, його брати Річард і Генрі Фарман були піонерами авіації в Європі.
Чемпіон велисопеду-тандем з братом Генрі. В 1901 році виграв перегони на автомобілях Panhard. У травні 1902 року виграв перегони з Парижа в Аррас і назад «Контур-дю-Норд» і перегони Париж — Відень.
В 1908 році купив біплан Габріеля Вуазена. У 1909 році поставив рекорд тривалості і швидкості. Незабаром почав виробництво літаків і в 1912 році об'єднав свою компанію з компанією свого брата.